# 熱澤夫戰役
熱澤夫戰役（俄语：Ржевская битва）是第二次世界大戰德蘇戰爭中從1942年1月8日至1943年3月22日以蘇聯西方面军、加里宁方面军在勒熱夫、瑟喬夫卡、維亞濟馬一线對纳粹德国中央集团军群据守的“勒热夫突出部”的一連串进攻与防御战役。德国称之为熱澤夫重點防禦，而蘇聯方面則因蘇軍的傷亡慘重，被稱為熱澤夫絞肉機。

## 概述
主要行动可分为4大战役以及更多的小型战役：
- 1942年1月8日—4月30日的第一次熱澤夫-維亞濟馬进攻战役
  - 1942年5月至6月西方面军第61集团军（司令员别洛夫）的别廖夫防御战役。
  - 1942年5月24日至6月21日德军第4集团军与装甲第3集团军使用5个步兵师、2个装甲师、1个警卫师发起“汉诺威作战”，以清除在维亚济马—斯摩棱斯克交通线以南的德军后方活动的苏军第33集团军、近卫骑兵第1军、空降第4军。
  - 1942年7月2日至27日德军第9集团军使用6个步兵师、4个装甲师、1个摩步师发起“塞德利茨作战”，苏军称加里宁方面军别雷防御战役，以歼灭位于别雷—奥列尼诺—勒热夫—维亚济马—斯摩棱斯克之间突出部的苏军第39集团军与骑兵第11军。
- 1942年7月30日—8月23日的第一次熱澤夫-瑟切夫卡进攻战役
  - 1942年8月12日至9月8日德军装甲第2集团军向西方面军左翼的第61集团军、第16集团军结合部发起进攻，德方称之为“旋风作战”（Wirbelwind），苏方称为苏希尼奇防御战役。
- 1942年11月24日—12月16日的第二次熱澤夫-瑟切夫卡进攻战役（作战代號為火星行動）
  - 1942年11月24日至1943年1月20日，加里宁方面军突击第3集团军与中央集团军群直属第59军（军长库尔特·冯·德·切瓦勒里）的大卢基进攻战役。
- 1943年3月2日—3月31日的第二次熱澤夫-維亞濟馬进攻战役。
  - 1943年2月22日至3月23日西方面军第16集团军（司令员巴格拉米扬）对中央集团军群第4集团军的日兹德拉进攻战役（俄语：Жиздринская операция）。战线推进了10公里－13公里，吸引德军第9集团军投入了兩个装甲师、7个步兵师的预备队。

## 详情

1943年3月2日—3月31日的第2次勒热夫—维亚济马进攻战役

蘇聯紅軍在1941年冬季的莫斯科戰役後發動大反攻，成功解放莫斯科州与图拉州。德意志国防军中央集团军群被迫從莫斯科外圍撤退80至250公里。苏军于1942年1月8日至4月20日的第一次熱澤夫-維亞茲馬攻勢，西方面军与加里宁方面军分别从南北两翼深远迂回维亚济马。至1月27日西方面军的进攻矛头：近卫骑兵第1军进抵维亚济马西南地域；加里宁方面军的进攻矛头：骑兵第11军进抵维亚济马西北地域。西方面军的第33集团军率3个步兵师，与近骑1军、空降兵第8旅在维亚济马接近地会合在一起，试图行进间夺取维亚济马。但德军于2月3日停止后撤稳住了防线，并从根部切断了第33集团军与西方面军主力、第39集团军与加里宁方面军主力的联系走廊。攻击过于深远的苏军第33集团军及近卫骑1军、第39集团军及骑11军，陷入孤立无援的困境。

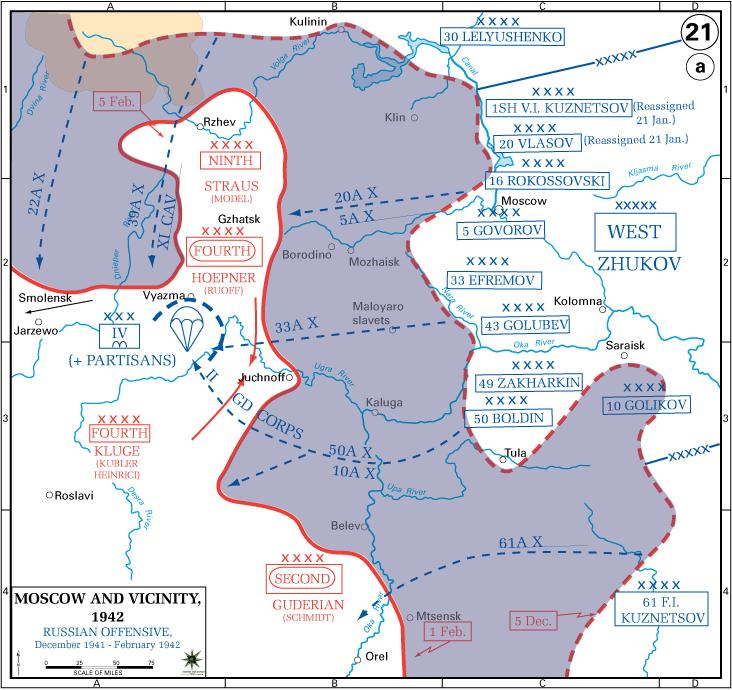
1942年5月1日勒热夫-维亚兹马进攻战役结束后形成的战线突出部

1942年7月2日至27日德军“塞德利茨作战”以消灭苏军第39集团军

至2月下旬位于维亚济马西北部的苏军第39集团军处于德军第9集团军的半包围中，依靠别雷与奥列尼诺之间的走廊地域保持与加里宁方面军主力的联系。而第33集团军及近卫骑1军与西方面军主力的联系完全被切断，彻底陷入德军包围中。2月18日至24日苏军空降兵第4军的7,373人被伞降到包围圈中，以加强第33集团军的有生力量。2月23日空降兵第4军军长阿列克谢·费多罗维奇·列瓦绍夫少将在伞降时因乘坐的运输机被德军击落而阵亡。整个2月份下半月与3月份，西方面军尽可能抽调部队支援最靠近被围部队的第43集团军从尤赫诺夫地域发动解围攻势。第43集团军经过浴血作战，于3月5日攻克尤赫诺夫，削平了德军在尤赫诺夫的突出部，但未能打破第33集团军的被包围态势。随着德军不断缩紧包围圈，被围的苏军伤亡惨重，4月初西方面军司令员朱可夫允许包围圈中苏军组织突围。
4月11日空降4军接受近骑1军军长别洛夫的指挥。4月14日别洛夫指挥所部，按照朱可夫指定的路线，经过游击区和森林向南朝着基洛夫总方向转移，准备在战线薄弱处突围，与西方面军第10集团军会师。第33集团军司令叶夫列莫夫中将认为朱可夫指定的路线长达180公里，而其所部已经疲弱不堪，因此越级向总参谋部电请沿最短路径向烏格拉河突围。斯大林征求朱可夫意见后，批准了叶夫列莫夫的请求，包围圈外的苏军第43集团军也按计划发动了接应攻势。但叶夫列莫夫集群未能按计划发起突围攻势，因为该部的行动已被德军发现并被粉碎。苏联大本营派出飞机去接叶夫列莫夫，叶夫列莫夫拒绝离开他的部队，让这架飞机把第33集团军军旗带回大本营。4月13日大本营、西方面军与第33集团军一切通信联系中断。4月19日叶夫列莫夫自戕殉国。
4月20日第一次熱澤夫-維亞茲馬战役正式结束。这场战役西方面军与加里宁方面军投入兵力1,059,200人，死亡失踪272,320人、伤病504,569人。其中西方面军纯减员148,940人、伤病286,722人；加里宁方面军纯减员123,380人、伤病217,847人，德军也付出了巨大伤亡损失。1942年前3个月德军中央集团军群损失了330,000人，其中海因里希的第4集团军就损失了97,000人。战役结果是加里宁方面军迂回了德军第9集团军的后方，形成了「熱澤夫－瑟切夫卡－維亞茲馬」一线的“勒热夫突出部”。坚守这一突出部在戰略上對德军中央集團軍非常重要，可以利用這個突出部威脅莫斯科，因此德军在此构建了大量防御工事坚守。
1942年5月24日至6月21日德军第4集团军与装甲第3集团军使用5个步兵师、2个装甲师、1个警卫师发起“汉诺威作战”，以清除在维亚济马－斯摩棱斯克交通线以南德军后方活动的苏军余部与游击队。1942年7月18日别洛夫率领近骑1军与空降4军的残余人员在第10集团军地段突围成功，与西方面军主力会合。
1942年7月2日至27日德军第9集团军使用6个步兵师、4个装甲师、1个摩步师发起“塞德利茨作战”，苏军称加里宁方面军别雷防御战役或霍尔姆-日尔科夫斯基防御战役，以歼灭位于别雷－奥列尼诺－勒热夫－维亚济马－霍尔姆-日尔科夫斯基－斯摩棱斯克之间突出部的加里宁方面军的第39集团军与骑兵第11军。7月6日德军切断了在别雷－奥列尼诺的半包围圈的28公里宽的走廊地带，第39集与骑11军完全被德军包围，并被德军切割成两块。7月8日骑11军接受第39集指挥，7月12日德军宣布“塞德利茨作战”顺利结束，7月17日第39集团军司令马斯连尼科夫率8,000余人向北突围。7月18日加里宁方面军派9架波-2飞机接出第39集团军军事委员会成员至安德烈亚波尔，余部由集团军副司令伊万·博格丹诺夫中将、集团军副政委沙巴林（Shabalin）继续指挥。7月23日主要抵抗结束，至7月底余部被德军消灭。
1942年夏天德军在南方战场向斯大林格勒与巴库两个总方向猛烈进攻，苏联局势危急。苏联大本营决定通过在中央战场的攻势，牢牢吸住中央集团军群的预备队不能南调。1942年7月30日苏军发动第一次勒热夫-瑟乔夫卡进攻战役。加里宁方面军的第29、第30集团军率先发起进攻，第30集团军在敌第2防御地带受阻，而第29集团军的进攻完全被击退。8月4日西方面军的第20、第31集团军抓入进攻，顺利突破了德军第9集团军所属的装甲第47军主要防御地带。8月6日西方面军快速集群的2个坦克军1个骑兵军投入突破口向纵深发展，挫败了德军中央集团军群投入的预备队4个步兵师、2个装甲师的反突击。至8月23日，苏军31集团军攻克祖布佐夫，20集团军攻克卡尔马诺沃，转入防御。
但其南北两翼的苏军第30集团军、第5集团军的攻势仍然在缓慢推进。9月下旬第30集团军攻入的勒热夫市区，但未能一举拿下城市。至9月底第一次勒热夫-瑟乔夫卡进攻战役正式结束。至此，苏军推进了40公里－45公里，逼近到勒热夫—瑟乔夫卡铁路。苏军两个方面军的4个集团军的参战兵力为345,100人，纯减员51,482人、受伤142,201人，其中第30集团军损失了近100,000人，苏方统计德军损失70,000多人。德方统计德军第9集团军在8月份（不含战役开始的7月份最后2天）阵亡6,046人、受伤24,184人、失踪2,744人；9月份阵亡3,078人，受伤11,868人、失踪1,022人。第3装甲集团军从8月11日至31日阵亡1,979人、是伤7,710人、失踪1,134人。这次战役中苏军第20集团军的攻势十分成功，集团军司令员列伊捷尔中将于1942年9月升任布良斯克方面军司令员。
1942年8月上旬正当苏联西方面军的第一次勒热夫-瑟乔夫卡攻势战役进展顺利时，德军中央集团军群为了解救勒热夫突出部的困境，1942年8月11日以南侧的装甲第2集团军向西方面军左翼的第61集团军、第16集团军结合部发起坦克突击，指向苏希尼奇、尤赫诺夫，以分割合围苏军西方面军最南侧的第16、第10集团军，削平勒热夫突出部南侧的苏军战线（德方称之为“旋风作战”（Wirbelwind），苏方称为苏希尼奇防御战役。德军投入了15个师，其中5个装甲师装备了500辆战斗车辆，大量使用空军突击。德军突破了别洛夫指挥的第61集团军中央阵地，向西北推进了25公里，分割了苏军4个师，威胁到巴格拉米扬指挥的第16集团军左翼安全。8月12日巴格拉米扬投入了集团军预备队的坦克第10军、近卫步兵第5军、近卫骑兵第1军封闭左翼突破口。西方面军调来方面军预备队的坦克第9军投入反突击，至8月18前德军突击集团阵亡者达到万人，损失坦克200余量，转入防御态势。西方面军又调来坦克第3集团军，于8月22日对楔入第16集与第61集阵地的德军发起进攻，恢复了8月11日以前的初始态势，9月9日该处战线恢复平静。
第二次勒热夫-瑟乔夫卡进攻战役發生在1942年11月25日—12月15日代號為火星行動，與上一次攻势不同，这次位于勒热夫突出部东侧的西方面军的第20集团军、第31集团军紧邻德军坚固设防的勒热夫－维亚济马铁路线，反复争夺后被迫退回出发阵地；而勒热夫西侧加里宁方面军的第41集团军及机械化第1军、第22集团军及机械化第3军，分别从别雷的南、北侧突入德军纵深40公里与15公里。12月7日德军向突入最深的苏军第41集团军实施反击，至12月10日第41集团军被分割包围。12月16日，第41集团军突围成功撤回原出发阵地。虽然这次战役苏联加里宁方面军未能巩固胜利果实，不過牽制了德军中央集团军群的预备队不能南调支援被圍困在史達林格勒的德國第6集团军，這時候第6集团军正在史達林格勒戰役中為生存而戰，有關攻勢的情報由一個內務人民委員部的雙重間諜叫海涅的提供給纳粹德国国防军陆军以作為分散德軍在史達林格勒的兵力的計劃之一。
在残酷的火星作战同时，加里宁方面军同时独立实施了大卢基进攻战役。1942年11月24日至1943年1月20日加里宁方面军突击第3集团军与中央集团军群直属第59军（军长库尔特·冯·德·切瓦勒里）在大卢基地域交战，德军被迫投入了能搜集的后方镇压游击队的部队与北方集团军群的预备队以封堵苏军切断德国中央集团军群与北方集团军群的战役企图。
1943年1月与2月苏军利用南方战场的木星、天王星两个进攻战役的成果，连续实施战略进攻，横扫东乌克兰与沃罗涅日州、库尔斯克州。在德军中央集团军群当面，苏军也连续实施多场进攻战役，牢牢吸引住中央集团军群的机动部队。
1943年2月5日至3月2日布良斯克方面军进攻中央集团军群的装甲第2集团军的奥廖尔集群，苏方称之为小阿尔汉格尔斯克战役。苏军第13集团军与第48集团军240,160人参战。首先攻向小阿尔汉格尔斯克—德罗斯科沃一线，而后向奥廖尔东南地域推进。但2月中旬德军已经开始从勒热夫突出部撤出第9集团军部队，有7个师重新部署到奥廖尔地域，其中3个是装甲掷弹兵师。2月23日苏军第13集团军攻克小阿尔汉格尔斯克后，又经过10天血战只能向前推进不到5公里。同时奥廖尔以北的苏军第61集团军、第16集团军的配合攻势也未取得大的进展，至此小阿尔汉格尔斯克战役结束。
1943年2月22日至3月23日西方面军第16集团军（司令员巴格拉米扬）对中央集团军群第4集团军的日兹德拉进攻战役。经过1个月的血战，仅向前推进了10公里－13公里，吸引德军第9集团军投入了2个装甲师、7个步兵师的预备队，此次战役进展不顺直接导致西方面军司令员科涅夫于2月28日被免职。
1943年2月25日至3月28日罗科索夫斯基指挥的中央方面军实施谢夫斯克进攻战役，指向斯摩棱斯克总方向的谢夫斯克、烏涅恰，以深远迂回德军中央集团军群。苏军第65集团军、坦克第2集团军、第70集团军256,820人参战。3月2日攻克谢夫斯克，重创担负城防的俄罗斯人民解放军。至3月6日已经推进了60公里，切断了布良斯克－科诺托普的铁路线。苏军又投入了近卫骑兵第2军扩大攻势，至3月10日又推进了100公里－120公里，进抵杰斯纳河畔的特鲁布切夫斯克、诺夫哥罗德-谢韦尔斯基。3月10日由于德军在哈尔科夫的攻势逆转了南方战局，中央方面军的预备队第21军被调出，谢夫斯克攻势停顿下来。德军中央集团军群使用6个师（其中3个匈牙利师）围攻近卫骑兵第2军。该部且战且退，在谢夫斯克转入固守待援。至3月底苏军坦克第2集团军解围成功，突破包围圈救出了该骑兵军，此次战役苏军永久减员30,439人、伤病39,968人。
不過基於天王星行动和小土星行動红军获胜之后的戰爭進程，阿道夫·希特勒在1943年3月命令德国国防军陆军實施水牛行動（苏方称为第二次勒热夫－维亚济马进攻战役），撤出熱澤夫－維亞茲馬突出部，蘇軍轉而追擊纳粹德国国防军陆军。

## 伤亡
在整個系列的熱澤夫戰役中，苏联红军的伤亡巨大，具体数字如下：
- 1942年1月8日—4月30日的第一次熱澤夫-維亞濟馬进攻战役；蘇军投入1,059,200人进攻，阵亡272,320人、受伤504,569人。
- 1942年7月30日—8月23日的第一次熱澤夫-瑟切夫卡进攻战役；蘇军投入345,100人进攻，阵亡51,482人、受伤142,201人。
- 1942年11月24日—12月16日的第二次熱澤夫-瑟切夫卡进攻战役（行動代號為火星行動）；蘇军投入140萬人进攻，阵亡260,000人、受伤500,000人。
- 1943年2月—3月31日的第二次熱澤夫-維亞濟馬进攻战役；蘇军投入876,000人进攻，阵亡38,862人、受伤9,715人。

以上红军的4次进攻战役一共累计阵亡622,664人、累计受伤1,156,485人。
而德国国防军的阵亡数字不详。

## 纪念
2020年6月，在苏德战争老战士的倡议下，通过众筹而建立的勒热夫苏军战士纪念碑揭幕，纪念碑位于特维尔州勒热夫区霍罗舍沃村，俄罗斯军事历史学会在俄白联盟国家、俄文化部、特维尔州政府的支持下组织完成了该项目。铜像高25米，重约80吨，是根据战役中真实参与者的照片制作的。俄罗斯总统普京与白俄罗斯总统卢卡申科出席仪式，并向纪念碑献花。

## 延伸閲讀
- Герасимова С.А. . М.: Эксмо. 2009. ISBN 978-5-699-35203-6 （俄语）.
- Гланц Д. . М.: Астрель. 2006. ISBN 5-17-034382-5 （俄语）.
- Кривошеев Г. Ф. . М.: Олма-Пресс. 2001. ISBN 5-17-024092-9 （俄语）.
- 10 000 экз. М: Воениздат. Под ред. Маршала Советского Союза В. Д. Соколовского. 1964. ISBN 978-5-699-35203-6 （俄语）.
- Gerasimova, Svetlana. . London: Helion and Company. 2016. ISBN 978-1-91109-614-6.
- Boris Gorbachevsky, Through the Maelstrom: A Red Army Soldier's War on the Eastern Front, 1942-1945, by University Press of Kansas, 2008, ISBN 978-0-7006-1605-3, Hardcover, 443 pages, photos.
- Glantz, David. . Lawrence, Kansas: University Press of Kansas. 1998. ISBN 0-7006-0899-0.

## 外部連結
- Rzhev Battle 1941-1943 （页面存档备份，存于） （俄文）
- Horst Grossmann Geschichte der rheinisch-westfaelischen 6 Infanterie-Division 1939-1945 （页面存档备份，存于） （德文）
- German war photos （页面存档备份，存于） （俄文）
- Battles of Rzhev （页面存档备份，存于） （俄文）